# Cadenberge
Cadenberge (dolnoniem. Cuddeldutt lub Kumbarg) – miejscowość i gmina w Niemczech, w kraju związkowym Dolna Saksonia, w powiecie Cuxhaven, wchodzi w skład gminy zbiorowej Land Hadeln. Do 31 października 2016 siedziba gminy zbiorowej Am Dobrock. 1 listopada 2016 do gminy przyłączono gminę Geversdorf, która stała się automatycznie jej dzielnicą.